# Phare de Gravelines
Le phare de Gravelines est situé dans le département du Nord, à Petit-Fort-Philippe, à l'origine hameau incorporé ensuite dans la commune de Gravelines. Il a été en service de 1843 à 1985.
Le phare fait l’objet d’une inscription au titre des monuments historiques depuis le 30 décembre 2010.

## Histoire
Construit en 1843, il est en briques et enduit d’un badigeon qui le protège des embruns et de la pluie. Il mesure 29 mètres de haut et la maison des gardiens se trouve au pied de la tour. Pour atteindre son sommet, il faut préalablement gravir 116 marches.
Jusqu’en 1932, le phare est peint en blanc. De cette manière, pense t-on, il se détache mieux sur le fond du paysage de Petit-Fort Philippe. Après sa restauration, en 1931 – 1932, il acquiert sa couleur actuelle qui le rend reconnaissable entre tous grâce à sa spirale noire et blanche qui lui valut le surnom de « Black and White ».
Le phare, qui échappe à la destruction durant la Seconde Guerre mondiale, est éteint au départ à la retraite de Maurice Bienaimé en 1985. Il ne guide plus les marins mais fait toujours partie intégrante du paysage du hameau. Il offre une vue imprenable, du haut de son sommet.
Au temps de la lampe à huile.
- Septembre 1843 : le feu de Gravelines est allumé. Une lentille de Fresnel diffuse la lumière d’une lampe à huile de colza.

Au temps de la lampe à pétrole.
- 6 octobre 1904 : installation de l’éclairage par vapeur à pétrole.
- Décembre 1931 : mise en peinture de la spirale noire du phare.

Au temps du phare électrique.
- 1945 : le phare apparaît mutilé par la guerre : sa tour est décapitée et criblée de trous. Les Allemands ont emporté la coupole de la lanterne.
- 1949 : rénovation du phare.
- 1985 : Maurice Bienaimé, dernier gardien du phare prend sa retraite.
- 2004 : la ville de Gravelines devient propriétaire du phare.